# Oryzias profundicola
Espèce
Statut de conservation UICN

 NT  : Quasi menacé
Oryzias profundicola est une espèce de poissons d'eau douce de la famille des Adrianichthyidae.

## Répartition
Cette espèce est endémique de Célèbes (Indonésie).

## Description
Oryzias profundicola peut mesurer jusqu'à 60 mm de longueur totale mais sa taille habituelle est d'environ 50 mm. Cette espèce se rencontre à plus de 1,5 m de profondeur où elle forme des groupes de deux à vingt individus.

## Systématique
Le nom valide complet (avec auteur) de ce taxon est Oryzias profundicola Kottelat, 1990.

## Étymologie
Son épithète spécifique, du latin profundus, « profond », et -cola, « qui vit dans », fait référence à l'habitat de cette espèce en-dessous de 1,5 m de profondeur, ce qui est inhabituel pour un poisson de la sous-famille des Oryziinae qui se rencontrent généralement proches de la surface.

## Publication originale
- Maurice Kottelat, « The ricefishes (Oryziidae) of the Malili Lakes, Sulawesi, Indonesia, with description of a new species », Ichthyological Exploration of Freshwaters, Verlag Dr. Friedrich Pfeil (d), vol. 1, no 2,‎ avril 1990, p. 151 (ISSN 0936-9902).